# 夏凤俭
夏凤俭（1971年12月—），男，汉族，黑龙江讷河人，中華人民共和國政治人物，1997年8月参加工作，1994年12月加入中国共产党。现任山东省委政法委副书记，省公安厅党委书记、厅长、督察长。

## 生平
1997年8月毕业于西南政法大学侦查学系侦查专业、获法学学士学位；2009年1月获西南财经大学法律硕士学位。曾任四川省公安厅刑事侦查总队 (刑事侦查局)侦查一处副处长、四川省安全生产委员会办公室主任、四川省委政法委副书记、四川省应急管理厅党委书记、厅长、四川省雅安市委书记等職務。
2025年7月起，任山东省委政法委副书记，省公安厅党委书记、厅长。